# Кейп-Генри
Кейп-Генри (рус. мыс Генри) — мыс на Атлантическом побережье Виргинии, надалеко от города Верджиния-Бич, ограничивающий с юга вход в Чесапикский залив.
Вместе с мысом Кейп-Чарлз, являющимся северной границей входа в Чесапикский залив, известен как Вирджиния Кейпс. Оба мыса названы в честь сыновей английского короля Якова I в 1607 году.

## История
Кейп-Генри был назван в 1607 году в честь принца Уэльского Генриха Фредерика, сына короля Якова I. Название было дано экспедицией Лондонской компании (подразделение Вирджинской компании) под командованием Кристофера Ньюпорта. После необычайно долгого перехода из Англии, длившегося 144 дня, 26 апреля 1607 года экспедиция совершила здесь первую высадку на берег.
Экспедиция, состоявшая из трёх кораблей
(Susan Constant,
Godspeed и
Discovery) и 102 человек команды 13 мая 1607 года основала Джеймстаун, первое постоянное поселение Англии в Северной Америке.

## Сегодняшний день
Об истории «Первой высадки» (англ. The First Landing) напоминает
Мемориал Кейп-Генри, находящийся в Джеймстауне. Недалеко от него расположен исторический
маяк Кейп-Генри, первый маяк в США.
Исторический интерес представляет железнодорожная станция, построенная в 1902 году
Южной железной дорогой Норфолка, затем отреставрированная и сейчас используемая в образовательных целях армейской базой
Форт-Стори, расположенной на мысе. Оставшуюся часть мыса и часть прилегающей территории занимает
Государственный парк «первой высадки».